# ちよかぜ型巡視艇
ちよかぜ型巡視艇（ちよかぜがたじゅんしてい、英語: Chiyokaze-class patrol craft）は、海上保安庁の巡視艇の船級。区分上はCL型、公称船型は15メートル型。

## 設計
船型はやかぜ型を踏襲した。昭和44年度・45年度計画で建造されたCL45～49、52、56、58、60～64の13隻は木製で建造されたが、良好な木材の入手が困難になってきており、船大工も減少してきていたことから、海上保安庁が琉球警察向けに設計していた50フィート型救難艇の実績を踏まえて、船質は耐候性高張力鋼とされた。また上部構造物も、同時期の23メートル型PC（うみぎり型）と同様に操舵室に海図室を組み入れて、荒天時の乗員保護を図っている。主機関としては、タイプシップと同じく三菱DH24MKディーゼルエンジン（単機出力250馬力）を搭載した。
本型は極めて実用性が高く好評であったが、業務増大に伴い消防ポンプや放水銃、泡原液タンクや冷房装置などが搭載されたことから重量増加が著しく、性能維持に苦心することとなった。このことから昭和47年度計画による61番艇より、昭和46年度計画の23メートル型PC（しきなみ型3番艇）と同様に、航走トリム改善のため船尾形状を改正した結果、フラップ効果を得たほか、昭和48年度計画艇以降ではウェッジも取り付けられた。

## 運用
木製艇13隻と鋼製艇96隻の合わせて109隻が建造された。退役後は順次公開入札で売却されたが、1995年1月13日に解役されたCL-109「みよかぜ」は、中国からの密航に転用され、1998年12月31日に静岡県浜松市の海岸に遺棄された。

## 同型船一覧
| 計画年度   | #      | 船名       | 建造       | 竣工           | 解役           |
| ---------- | ------ | ---------- | ---------- | -------------- | -------------- |
| 昭和43年度 | CL-44  | ちよかぜ   | 石原造船所 | 1968年11月13日 | 1988年2月22日  |
| 昭和43年度 | CL-45  | たまかぜ   | 横浜ヨット | 1968年11月8日  | 1984年1月12日  |
| 昭和43年度 | CL-46  | なだかぜ   | 横浜ヨット | 1968年11月8日  | 1983年11月5日  |
| 昭和43年度 | CL-47  | くにかぜ   | 墨田川造船 | 1968年11月11日 | 1983年11月9日  |
| 昭和43年度 | CL-48  | とよかぜ   | 墨田川造船 | 1968年11月15日 | 1984年1月4日   |
| 昭和43年度 | CL-49  | ときかぜ   | 石原造船所 | 1968年11月9日  | 1984年2月10日  |
| 昭和44年度 | CL-50  | すずかぜ   | 石原造船所 | 1969年10月15日 | 1992年2月3日   |
| 昭和44年度 | CL-51  | うらかぜ   | 石原造船所 | 1969年11月15日 | 1992年2月20日  |
| 昭和44年度 | CL-52  | むつかぜ   | 墨田川造船 | 1969年11月10日 | 1984年11月1日  |
| 昭和44年度 | CL-53  | すぎかぜ   | 信貴造船所 | 1969年11月29日 | 1992年2月10日  |
| 昭和44年度 | CL-54  | ふじかぜ   | 墨田川造船 | 1970年2月20日  | 1992年3月6日   |
| 昭和44年度 | CL-55  | みやかぜ   | 信貴造船所 | 1969年11月29日 | 1992年3月7日   |
| 昭和44年度 | CL-56  | よしかぜ   | 横浜ヨット | 1970年2月10日  | 1984年12月5日  |
| 昭和44年度 | CL-57  | ちぬかぜ   | 石原造船所 | 1969年12月20日 | 1991年2月22日  |
| 昭和44年度 | CL-58  | すまかぜ   | 横浜ヨット | 1970年2月10日  | 1984年12月6日  |
| 昭和44年度 | CL-59  | なちかぜ   | 石原造船所 | 1970年1月31日  | 1991年2月22日  |
| 昭和44年度 | CL-60  | たつかぜ   | 横浜ヨット | 1969年11月15日 | 1985年1月8日   |
| 昭和44年度 | CL-61  | うめかぜ   | 横浜ヨット | 1969年11月15日 | 1985年1月10日  |
| 昭和44年度 | CL-62  | ゆみかぜ   | 墨田川造船 | 1970年2月20日  | 1984年2月14日  |
| 昭和44年度 | CL-63  | みほかぜ   | 横浜ヨット | 1969年11月15日 | 1984年1月31日  |
| 昭和44年度 | CL-64  | こしかぜ   | 墨田川造船 | 1969年11月10日 | 1983年11月1日  |
| 昭和45年度 | CL-65  | とまかぜ   | 墨田川造船 | 1970年11月30日 | 1993年1月5日   |
| 昭和45年度 | CL-66  | ひばかぜ   | 墨田川造船 | 1970年11月30日 | 1992年3月2日   |
| 昭和45年度 | CL-67  | ゆりかぜ   | 横浜ヨット | 1970年11月30日 | 1993年1月21日  |
| 昭和45年度 | CL-68  | すみかぜ   | 墨田川造船 | 1971年2月27日  | 1993年2月5日   |
| 昭和45年度 | CL-69  | かしま     | 横浜ヨット | 1970年11月30日 | 1993年3月8日   |
| 昭和45年度 | CL-70  | たけかぜ   | 墨田川造船 | 1971年2月27日  | 1993年3月12日  |
| 昭和45年度 | CL-71  | きぬかぜ   | 横浜ヨット | 1971年2月26日  | 1993年3月11日  |
| 昭和45年度 | CL-72  | しぎかぜ   | 信貴造船所 | 1971年2月27日  | 1993年1月5日   |
| 昭和45年度 | CL-73  | うずかぜ   | 横浜ヨット | 1971年2月26日  | 1993年1月28日  |
| 昭和45年度 | CL-74  | あきかぜ   | 石原造船所 | 1970年12月21日 | 1993年2月9日   |
| 昭和45年度 | CL-75  | せとかぜ   | 石原造船所 | 1970年12月19日 | 1993年3月11日  |
| 昭和45年度 | CL-76  | くれかぜ   | 石原造船所 | 1971年1月28日  | 1993年2月9日   |
| 昭和45年度 | CL-77  | もじかぜ   | 信貴造船所 | 1971年1月29日  | 1993年3月4日   |
| 昭和45年度 | CL-78  | さたかぜ   | 石原造船所 | 1970年11月14日 | 1992年3月7日   |
| 昭和46年度 | CL-79  | きりかぜ   | 墨田川造船 | 1971年9月30日  | 1994年1月18日  |
| 昭和46年度 | CL-80  | かみかぜ   | 横浜ヨット | 1971年12月27日 | 1994年1月18日  |
| 昭和46年度 | CL-81  | うみかぜ   | 墨田川造船 | 1971年10月30日 | 1994年1月10日  |
| 昭和46年度 | CL-82  | ゆめかぜ   | 墨田川造船 | 1971年10月30日 | 1994年1月7日   |
| 昭和46年度 | CL-83  | まきかぜ   | 墨田川造船 | 1971年12月27日 | 1993年6月10日  |
| 昭和46年度 | CL-84  | はかぜ     | 横浜ヨット | 1971年9月30日  | 1994年1月28日  |
| 昭和46年度 | CL-85  | しゃちかぜ | 横浜ヨット | 1971年12月20日 | 1994年1月7日   |
| 昭和46年度 | CL-86  | ひめかぜ   | 横浜ヨット | 1971年12月20日 | 1993年6月30日  |
| 昭和46年度 | CL-87  | いせかぜ   | 横浜ヨット | 1971年12月20日 | 1994年3月7日   |
| 昭和46年度 | CL-88  | こまかぜ   | 墨田川造船 | 1971年9月30日  | 1994年1月10日  |
| 昭和46年度 | CL-89  | きしかぜ   | 墨田川造船 | 1971年9月30日  | 1994年1月18日  |
| 昭和46年度 | CL-90  | まやかぜ   | 信貴造船所 | 1971年11月6日  | 1993年3月11日  |
| 昭和46年度 | CL-91  | きくかぜ   | 信貴造船所 | 1971年12月18日 | 1994年3月7日   |
| 昭和46年度 | CL-92  | ひろかぜ   | 石原造船所 | 1971年9月18日  | 1994年3月11日  |
| 昭和46年度 | CL-93  | きびかぜ   | 石原造船所 | 1971年11月20日 | 1994年7月11日  |
| 昭和46年度 | CL-94  | あしかぜ   | 石原造船所 | 1971年12月27日 | 1994年3月11日  |
| 昭和46年度 | CL-95  | おとかぜ   | 石原造船所 | 1971年10月7日  | 1994年3月11日  |
| 昭和46年度 | CL-96  | くりかぜ   | 石原造船所 | 1971年10月30日 | 1993年6月10日  |
| 昭和46年度 | CL-97  | いまかぜ   | 石原造船所 | 1971年12月11日 | 1994年3月7日   |
| 昭和47年度 | CL-98  | てるかぜ   | 横浜ヨット | 1972年10月14日 | 1995年1月10日  |
| 昭和47年度 | CL-100 | ときつかぜ | 横浜ヨット | 1972年9月20日  | 1994年6月27日  |
| 昭和47年度 | CL-101 | つきかぜ   | 横浜ヨット | 1972年9月20日  | 1993年1月9日   |
| 昭和47年度 | CL-102 | あわかぜ   | 墨田川造船 | 1972年9月9日   | 1994年6月27日  |
| 昭和47年度 | CL-103 | のまかぜ   | 墨田川造船 | 1972年9月9日   | 1995年1月13日  |
| 昭和47年度 | CL-104 | みおかぜ   | 横浜ヨット | 1972年11月30日 | 1994年7月5日   |
| 昭和47年度 | CL-106 | きいかぜ   | 墨田川造船 | 1972年11月25日 | 1995年1月9日   |
| 昭和47年度 | CL-108 | たまつかぜ | 横浜ヨット | 1972年11月15日 | 1994年7月8日   |
| 昭和47年度 | CL-109 | みよかぜ   | 石原造船所 | 1972年10月18日 | 1995年1月13日  |
| 昭和47年度 | CL-110 | あやかぜ   | 横浜ヨット | 1972年11月15日 | 1994年7月12日  |
| 昭和47年度 | CL-111 | みつかぜ   | 石原造船所 | 1972年11月30日 | 1994年7月12日  |
| 昭和47年度 | CL-112 | はたかぜ   | 信貴造船所 | 1972年9月20日  | 1994年7月12日  |
| 昭和47年度 | CL-113 | ぬまかぜ   | 石原造船所 | 1972年9月25日  | 1995年1月10日  |
| 昭和47年度 | CL-114 | そよかぜ   | 石原造船所 | 1972年11月14日 | 1994年7月12日  |
| 昭和47年度 | CL-115 | みねかぜ   | 信貴造船所 | 1972年11月27日 | 1995年1月10日  |
| 昭和47年度 | CL-116 | おきつかぜ | 横浜ヨット | 1972年10月14日 | 1995年1月13日  |
| 昭和47年度 | CL-117 | でいご     | 石原造船所 | 1972年8月31日  | 1995年11月9日  |
| 昭和47年度 | CL-118 | ゆうな     | 石原造船所 | 1972年8月31日  | 1995年10月17日 |
| 昭和47年度 | CL-119 | あだん     | 石原造船所 | 1972年8月31日  | 1995年10月27日 |
| 昭和48年度 | CL-120 | ほろかぜ   | 横浜ヨット | 1973年10月9日  | 1996年7月9日   |
| 昭和48年度 | CL-121 | そまかぜ   | 横浜ヨット | 1973年9月28日  | 1996年3月13日  |
| 昭和48年度 | CL-122 | はつかぜ   | 墨田川造船 | 1973年12月20日 | 1996年2月14日  |
| 昭和48年度 | CL-123 | ささかぜ   | 墨田川造船 | 1973年11月30日 | 1995年1月13日  |
| 昭和48年度 | CL-124 | はぎかぜ   | 墨田川造船 | 1973年10月9日  | 1996年3月13日  |
| 昭和48年度 | CL-125 | とねかぜ   | 横浜ヨット | 1973年12月20日 | 1996年3月14日  |
| 昭和48年度 | CL-126 | しずかぜ   | 墨田川造船 | 1973年12月20日 | 1996年3月13日  |
| 昭和48年度 | CL-127 | むろかぜ   | 墨田川造船 | 1973年11月30日 | 1996年3月13日  |
| 昭和48年度 | CL-129 | やまかぜ   | 石原造船所 | 1973年10月27日 | 1996年7月15日  |
| 昭和48年度 | CL-130 | ひこかぜ   | 石原造船所 | 1973年12月20日 | 1996年6月13日  |
| 昭和48年度 | CL-131 | たかかぜ   | 石原造船所 | 1973年10月9日  | 1996年7月16日  |
| 昭和48年度 | CL-132 | むらかぜ   | 石原造船所 | 1973年10月9日  | 1996年6月11日  |
| 昭和48年度 | CL-133 | のもかぜ   | 石原造船所 | 1973年11月24日 | 1996年6月13日  |
| 昭和48年度 | CL-134 | くもかぜ   | 信貴造船所 | 1973年12月17日 | 1996年6月13日  |
| 昭和48年度 | CL-135 | やなかぜ   | 信貴造船所 | 1973年10月30日 | 1996年3月7日   |
| 昭和48年度 | CL-136 | ゆらかぜ   | 信貴造船所 | 1973年10月30日 | 1996年3月4日   |
| 昭和48年度 | CL-137 | わしかぜ   | 墨田川造船 | 1973年11月5日  | 1996年3月7日   |
| 昭和48年度 | CL-138 | くしかぜ   | 石原造船所 | 1973年11月24日 | 1996年6月13日  |
| 昭和48年度 | CL-139 | ほしかぜ   | 信貴造船所 | 1973年10月30日 | 1996年10月17日 |
| 昭和48年度 | CL-140 | げつとう   | 横浜ヨット | 1973年11月29日 | 1996年6月4日   |
| 昭和49年度 | CL-141 | いわかぜ   | 墨田川造船 | 1975年1月20日  | 1996年7月15日  |
| 昭和49年度 | CL-142 | まつかぜ   | 墨田川造船 | 1975年1月20日  | 1997年12月5日  |
| 昭和49年度 | CL-143 | おいつかぜ | 墨田川造船 | 1975年3月12日  | 1997年11月10日 |
| 昭和49年度 | CL-144 | あらかぜ   | 石原造船所 | 1974年11月8日  | 1997年12月3日  |
| 昭和49年度 | CL-145 | たにかぜ   | 石原造船所 | 1974年11月20日 | 1997年12月3日  |
| 昭和49年度 | CL-146 | こちかぜ   | 石原造船所 | 1974年12月16日 | 1997年11月10日 |
| 昭和49年度 | CL-147 | おきかぜ   | 石原造船所 | 1975年1月20日  | 1997年12月3日  |
| 昭和49年度 | CL-148 | すわかぜ   | 石原造船所 | 1975年2月3日   | 1997年12月3日  |
| 昭和49年度 | CL-149 | さちかぜ   | 石原造船所 | 1975年2月21日  | 1997年12月3日  |
| 昭和49年度 | CL-150 | なつかぜ   | 石原造船所 | 1975年3月17日  | 1997年12月3日  |
| 昭和49年度 | CL-151 | はるかぜ   | 石原造船所 | 1974年10月25日 | 1996年11月1日  |
| 昭和50年度 | CL-152 | りんどう   | 石原造船所 | 1976年3月17日  | 1999年3月17日  |
| 昭和50年度 | CL-153 | さわかぜ   | 石原造船所 | 1976年1月21日  | 1999年3月17日  |
| 昭和50年度 | CL-154 | かいどう   | 石原造船所 | 1976年2月19日  | 1999年3月16日  |
| 昭和50年度 | CL-155 | なでしこ   | 石原造船所 | 1976年11月26日 | 1999年3月17日  |
| 昭和50年度 | CL-156 | やまざくら | 石原造船所 | 1976年10月29日 | 1999年3月16日  |